# 三谷桂司朗
三谷 桂司朗（みたに けいじろう、2001年6月15日 - ）は、日本の男子プロバスケットボール選手である。ポジションはスモールフォワード。B.LEAGUEの広島ドラゴンフライズ所属。

## 来歴
広島皆実高校3年時、広島ドラゴンフライズに特別指定選手として登録される。
筑波大進学後は1年でインカレ準優勝。
2022年、広島ドラゴンフライズに再び特別指定選手として登録される。
4年時のインカレは3位。
2023年12月19日、広島ドラゴンフライズとプロ契約。
2024年1月31日、日本代表のアジアカップ2025予選直前合宿メンバーに選出される。